# Kurt Löhner
Kurt Eugen Löhner (* 3. Februar 1900 in Cannstatt; † 11. August 1978 in Braunschweig) war ein deutscher Maschinenbauingenieur und Hochschullehrer.

## Leben
Kurt Löhner besuchte bis 1918 die Oberrealschule in Cannstatt. Nach seiner Entlassung aus dem Militärdienst beteiligte er sich als Freikorpsmitglied an Kämpfen in Schlesien und studierte von 1919 bis 1923 Maschinenbau an der Technischen Hochschule Stuttgart. Im Anschluss an sein Studium arbeitete er unter anderem als Konstrukteur und Versuchsingenieur im Triebwagen- und Fahrzeug-Motorenbau bei den Deutschen Werken in Kiel und der Albert Hirth AG in Stuttgart. Im Auftrag des Reichsverkehrsministeriums entwickelte er zusammen mit Hirths Sohn Hellmuth in den Jahren 1925 bis 1927 einen Sechszylinder-Doppelkolben-Dieselmotor. Nach seiner Berufung in die Motorenabteilung der Deutschen Versuchsanstalt für Luftfahrt im Jahr 1927 promovierte Löhner 1932 an der Technischen Hochschule Berlin zum Thema Luftkühlung von Rippenzylindern.
Im Jahr 1932 wechselte Kurt Löhner zur BMW AG nach München, wo er eine Stelle als Oberingenieur und Hauptabteilungsleiter in die Flugmotorenforschung und -entwicklung antrat und eigene Sternmotoren für BMW entwickelte. Ein Ergebnis war der BMW 132, der in großer Stückzahl gebaut wurde. In der Folge arbeitete er erfolgreich an weiteren Motorkonzepten und bewirkte gemeinsam mit anderen Beteiligten die Einführung der Benzineinspritzung bei Ottomotoren. Darüber hinaus war er maßgeblich an der Entwicklung und Optimierung von Luftstrahltriebwerken beteiligt. 1960 gehörte er zu den Ersten in Deutschland, die es für notwendig erachteten, die Schadstoffemissionen von Verbrennungsmotoren zu erforschen.
Gegen Ende des Jahres 1942 folgte Kurt Löhner einem Ruf auf den Lehrstuhl für Kolbenmaschinen der Technischen Hochschule Braunschweig. Von 1964 bis 1966 war er Rektor der Hochschule.  Davor und danach war er Prorektor. Von 1948 bis 1950 und von 1958 bis 1960 war er Dekan der Fakultät für Maschinenwesen.
Kurt Löhner wurde 1944 Mitglied der Braunschweigischen Wissenschaftlichen Gesellschaft. Er gehörte auch dem Verein Deutscher Ingenieure (VDI) mit der Mitgliedsnummer 490115 an und war im Braunschweiger Bezirksverein des VDI aktiv, zeitweise als dessen Vorsitzender. Der VDI zeichnete ihn mit der Ehrenplakette und 1969 mit der Ehrenmünze aus. Weitere Ehrungen waren das Große Verdienstkreuz des Niedersächsischen Verdienstordens im Jahr 1972 sowie das Bundesverdienstkreuz.
Der Physiker und Luftfahrtingenieur Helmut Löhner (1903–1969) war sein Bruder.

## Schriften (Auswahl)
- Leistungsaufwand zur Kühlung von Rippenzylindern bei geführtem Luftstrom. Dissertationsschrift. Berlin 1933.
- Kurbeltrieb und Schwungradberechnung. Wolfenbütteler Verlags-Anstalt, Wolfenbüttel/Hannover 1948.
- Kolbenpumpen und Kolbenverdichter. Wolfenbütteler Verlags-Anstalt, Wolfenbüttel/Hannover 1948.
- Die Brennkraftmaschine. Deutscher Ingenieur-Verlag, Düsseldorf 1953 (erschien 1962 beim VDI-Verlag in einer neubearbeiteten und ergänzten Auflage).
- Über die Verfahrenstechnik der Nachverbrennung der Abgase von Ottomotoren bei stationärem Betrieb. VDI-Verlag, Düsseldorf 1967 (zusammen mit Herbert Müller und Walter Zander).